# Jack Johnson (Musiker)/Auszeichnungen für Musikverkäufe

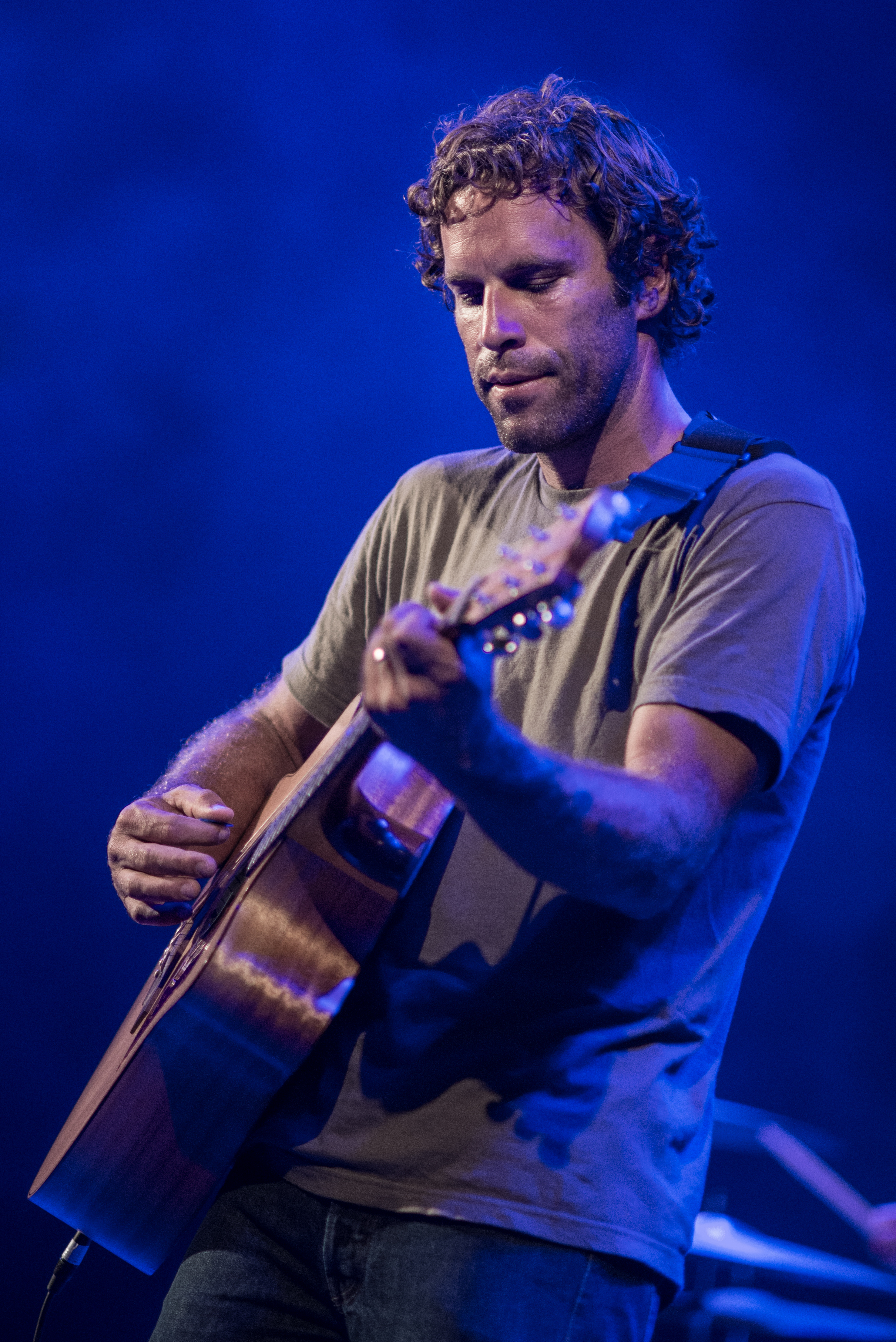
Jack Johnson (2014)

Dies ist eine Übersicht über die Auszeichnungen für Musikverkäufe des US-amerikanischen Singer-Songwriters Jack Johnson. Die Auszeichnungen finden sich nach ihrer Art (Gold, Platin usw.), nach Staaten getrennt in chronologischer Reihenfolge, geordnet sowie nach den Tonträgern selbst, ebenfalls in chronologischer Reihenfolge, getrennt nach Medium (Alben, Singles usw.), wieder.

## Auszeichnungen
| - Vereinigtes Königreich - 2020: für die Single Sitting, Waiting, Wishing - 2022: für die Single Good People - 2023: für das Album From Here to Now to You - Australien - 2005: für das Videoalbum A Weekend at the Greek - 2023: für das Album From Here to Now to You - 2023: für die Single Flake - 2023: für die Single If I Had Eyes - 2023: für das Lied Sunsets for Somebody Else - 2023: für das Lied Angel - 2023: für das Lied Constellations - 2023: für das Lied Do You Remember - 2023: für das Lied Never Know - 2023: für das Lied Times Like These - Belgien - 2007: für das Album On and On - Brasilien - 2005: für das Album On and On - 2005: für das Album In Between Dreams - 2011: für das Videoalbum En Concert - 2024: für die Single If I Had Eyes - 2024: für die Single You and Your Heart - 2024: für das Lied Sunsets for Somebody Else - 2024: für das Lied Washing Dishes - 2024: für die Single My Mind Is For Sale - 2024: für das Lied My Little Girl - Dänemark - 2007: für das Album On and On - 2009: für das Album Sing-A-Longs and Lullabies for the Film Curious George - Deutschland - 2008: für das Album Sleep Through the Static - 2023: für das Album To the Sea - 2023: für die Single Better Together - 2023: für die Single Upside Down - Frankreich - 2006: für das Album In Between Dreams - Irland - 2008: für das Album Sleep Through the Static - Italien - 2019: für die Single Upside Down - 2021: für die Single Better Together - Japan - 2005: für das Album In Between Dreams - 2006: für das Album Sing-A-Longs and Lullabies for the Film Curious George - 2008: für das Album Sleep Through the Static - Kanada - 2022: für die Single Bubble Toes - 2022: für das Lied Sunsets for Somebody Else - 2022: für das Lied Angel - 2022: für das Lied Never Know - 2022: für die Single If I Had Eyes - 2022: für die Single You and Your Heart - 2022: für die Single Flake - 2022: für die Single Breakdown - Neuseeland - 2010: für das Album To the Sea - 2020: für das Album From Here to Now to You - Niederlande - 2006: für das Album In Between Dreams - Österreich - 2006: für das Album In Between Dreams - 2008: für das Album Sleep Through the Static - Portugal - 2006: für das Album In Between Dreams - Schweiz - 2005: für das Album In Between Dreams - 2010: für das Album To the Sea - Spanien - 2024: für das Lied Banana Pancakes - Vereinigte Staaten - 2005: für die Single Sitting, Waiting, Wishing - 2006: für die Single Better Together - 2006: für das Lied The News - 2010: für das Album To the Sea - 2012: für die Single Good People - Vereinigtes Königreich - 2006: für das Album Sing-A-Longs and Lullabies for the Film Curious George - 2008: für das Album Sleep Through the Static - 2010: für das Album To the Sea - 2024: für die Single Upside Down | - Argentinien - 2005: für das Album In Between Dreams - Australien - 2006: für das Album Sing-A-Longs and Lullabies for the Film Curious George - 2013: für das Album To the Sea - 2023: für die Single Breakdown - 2023: für die Single Good People - 2023: für die Single I Got You - Brasilien - 2006: für das Album Sing-A-Longs and Lullabies for the Film Curious George - 2007: für das Videoalbum A Weekend at the Greek - 2024: für die Single Better Together - 2024: für die Single Sitting, Waiting, Wishing - 2024: für die Single I Got You - 2024: für die Single Don’t Let Me Down - Dänemark - 2018: für das Album Sleep Through the Static - 2021: für die Single Better Together - 2024: für die Single Upside Down - 2024: für das Lied Banana Pancakes - Deutschland - 2023: für das Album On and On - 2023: für das Album Sing-A-Longs and Lullabies for the Film Curious George - Kanada - 2010: für das Album To the Sea - 2022: für die Single Good People - 2022: für die Single I Got You - 2022: für das Album From Here to Now to You - Neuseeland - 2008: für das Album Sleep Through the Static - 2021: für die Single Flake - 2023: für die Single Good People - Schweiz - 2006: für das Album Sing-A-Longs and Lullabies for the Film Curious George - Spanien - 2024: für die Single Better Together - Vereinigte Staaten - 2002: für das Album Brushfire Fairytales - 2005: für das Album On and On - 2006: für das Album Sing-A-Longs and Lullabies for the Film Curious George - 2006: für das Videoalbum A Weekend at the Greek - 2008: für das Album Sleep Through the Static - 2009: für die Single Upside Down - 2013: für das Lied Banana Pancakes - Vereinigtes Königreich - 2008: für das Album On and On - 2016: für das Album Brushfire Fairytales - 2024: für das Lied Banana Pancakes - Deutschland - 2023: für das Album In Between Dreams - Australien - 2023: für das Album Sleep Through the Static - 2023: für die Single Sitting, Waiting, Wishing - 2023: für die Single Taylor - 2023: für die Single Upside Down - Brasilien - 2024: für die Single Upside Down - Europa - 2007: für das Album In Between Dreams - Irland - 2006: für das Album In Between Dreams - Kanada - 2022: für die Single Sitting, Waiting, Wishing - 2022: für die Single Upside Down - 2022: für das Album On and On - 2022: für das Album Brushfire Fairytales - 2022: für das Album Sleep Through the Static - 2022: für das Lied Banana Pancakes - Neuseeland - 2024: für die Single Sitting, Waiting, Wishing - 2025: für das Album Sing-A-Longs and Lullabies for the Film Curious George - Portugal - 2013: für das Album From Here to Now to You - Vereinigte Staaten - 2006: für das Album In Between Dreams - Vereinigtes Königreich - 2023: für die Single Better Together | - Australien - 2023: für das Album Brushfire Fairytales - 2023: für das Lied Banana Pancakes - Neuseeland - 2006: für das Album On and On - 2024: für die Single Upside Down - 2025: für das Lied Banana Pancakes - Dänemark - 2022: für das Album In Between Dreams - Kanada - 2022: für die Single Better Together - Neuseeland - 2003: für das Album Brushfire Fairytales - Australien - 2023: für das Album In Between Dreams - Neuseeland - 2025: für die Single Better Together - Vereinigtes Königreich - 2013: für das Album In Between Dreams - Australien - 2023: für das Album On and On - 2023: für die Single Better Together - Kanada - 2022: für das Album In Between Dreams - Neuseeland - 2024: für das Album In Between Dreams |

## Auszeichnungen nach Alben

### Brushfire Fairytales
| Land/Region                  | Auszeichnungen für Musikverkäufe (Land/Region, Auszeichnung, Verkäufe) | Verkäufe  |
| ---------------------------- | ---------------------------------------------------------------------- | --------- |
| Australien (ARIA)            | 3× Platin                                                              | 210.000   |
| Kanada (MC)                  | 2× Platin                                                              | 200.000   |
| Neuseeland (RMNZ)            | 4× Platin                                                              | 60.000    |
| Vereinigte Staaten (RIAA)    | Platin                                                                 | 1.000.000 |
| Vereinigtes Königreich (BPI) | Platin                                                                 | 300.000   |
| Insgesamt                    | 11× Platin ·                                                           | 1.770.000 |

### On and On
| Land/Region                  | Auszeichnungen für Musikverkäufe (Land/Region, Auszeichnung, Verkäufe) | Verkäufe  |
| ---------------------------- | ---------------------------------------------------------------------- | --------- |
| Australien (ARIA)            | 6× Platin                                                              | 420.000   |
| Belgien (BRMA)               | Gold                                                                   | 25.000    |
| Brasilien (PMB)              | Gold                                                                   | 50.000    |
| Dänemark (IFPI)              | Gold                                                                   | 15.000    |
| Deutschland (BVMI)           | Platin                                                                 | 200.000   |
| Kanada (MC)                  | 2× Platin                                                              | 200.000   |
| Neuseeland (RMNZ)            | 3× Platin                                                              | 45.000    |
| Vereinigte Staaten (RIAA)    | Platin                                                                 | 1.000.000 |
| Vereinigtes Königreich (BPI) | Platin                                                                 | 300.000   |
| Insgesamt                    | 3× Gold · 14× Platin ·                                                 | 2.255.000 |

### In Between Dreams
| Land/Region                  | Auszeichnungen für Musikverkäufe (Land/Region, Auszeichnung, Verkäufe) | Verkäufe    |
| ---------------------------- | ---------------------------------------------------------------------- | ----------- |
| Argentinien (CAPIF)          | Platin                                                                 | 40.000      |
| Australien (ARIA)            | 5× Platin                                                              | 350.000     |
| Brasilien (PMB)              | Gold                                                                   | 50.000      |
| Dänemark (IFPI)              | 4× Platin                                                              | 80.000      |
| Deutschland (BVMI)           | 3× Gold                                                                | 300.000     |
| Europa (IFPI)                | 2× Platin                                                              | (2.000.000) |
| Frankreich (SNEP)            | Gold                                                                   | 75.000      |
| Irland (IRMA)                | 2× Platin                                                              | 30.000      |
| Japan (RIAJ)                 | Gold                                                                   | 100.000     |
| Kanada (MC)                  | 6× Platin                                                              | 600.000     |
| Neuseeland (RMNZ)            | 7× Platin                                                              | 105.000     |
| Niederlande (NVPI)           | Gold                                                                   | 35.000      |
| Österreich (IFPI)            | Gold                                                                   | 15.000      |
| Portugal (AFP)               | Gold                                                                   | 10.000      |
| Schweiz (IFPI)               | Gold                                                                   | 20.000      |
| Vereinigte Staaten (RIAA)    | 2× Platin                                                              | 2.000.000   |
| Vereinigtes Königreich (BPI) | 5× Platin                                                              | 1.500.000   |
| Insgesamt                    | 8× Gold · 33× Platin ·                                                 | 5.310.000   |

### Sing-A-Longs and Lullabies for the Film Curious George
| Land/Region                  | Auszeichnungen für Musikverkäufe (Land/Region, Auszeichnung, Verkäufe) | Verkäufe  |
| ---------------------------- | ---------------------------------------------------------------------- | --------- |
| Australien (ARIA)            | Platin                                                                 | 70.000    |
| Brasilien (PMB)              | Platin                                                                 | 60.000    |
| Dänemark (IFPI)              | Gold                                                                   | 15.000    |
| Deutschland (BVMI)           | Platin                                                                 | 200.000   |
| Japan (RIAJ)                 | Gold                                                                   | 100.000   |
| Neuseeland (RMNZ)            | 2× Platin                                                              | 30.000    |
| Schweiz (IFPI)               | Platin                                                                 | 30.000    |
| Vereinigte Staaten (RIAA)    | Platin                                                                 | 1.000.000 |
| Vereinigtes Königreich (BPI) | Gold                                                                   | 100.000   |
| Insgesamt                    | 3× Gold · 7× Platin ·                                                  | 1.605.000 |

### Sleep Through the Static
| Land/Region                  | Auszeichnungen für Musikverkäufe (Land/Region, Auszeichnung, Verkäufe) | Verkäufe  |
| ---------------------------- | ---------------------------------------------------------------------- | --------- |
| Australien (ARIA)            | 2× Platin                                                              | 140.000   |
| Dänemark (IFPI)              | Platin                                                                 | 20.000    |
| Deutschland (BVMI)           | Gold                                                                   | 100.000   |
| Irland (IRMA)                | Gold                                                                   | 7.500     |
| Japan (RIAJ)                 | Gold                                                                   | 100.000   |
| Kanada (MC)                  | 2× Platin                                                              | 200.000   |
| Neuseeland (RMNZ)            | Platin                                                                 | 15.000    |
| Österreich (IFPI)            | Gold                                                                   | 10.000    |
| Schweiz (IFPI)               | Gold                                                                   | 15.000    |
| Vereinigte Staaten (RIAA)    | Platin                                                                 | 1.000.000 |
| Vereinigtes Königreich (BPI) | Gold                                                                   | 100.000   |
| Insgesamt                    | 6× Gold · 7× Platin ·                                                  | 1.687.500 |

### To the Sea
| Land/Region                  | Auszeichnungen für Musikverkäufe (Land/Region, Auszeichnung, Verkäufe) | Verkäufe |
| ---------------------------- | ---------------------------------------------------------------------- | -------- |
| Australien (ARIA)            | Platin                                                                 | 70.000   |
| Deutschland (BVMI)           | Gold                                                                   | 100.000  |
| Kanada (MC)                  | Platin                                                                 | 80.000   |
| Neuseeland (RMNZ)            | Gold                                                                   | 7.500    |
| Schweiz (IFPI)               | Gold                                                                   | 15.000   |
| Vereinigte Staaten (RIAA)    | Gold                                                                   | 500.000  |
| Vereinigtes Königreich (BPI) | Gold                                                                   | 100.000  |
| Insgesamt                    | 5× Gold · 2× Platin ·                                                  | 872.500  |

### From Here to Now to You
| Land/Region                  | Auszeichnungen für Musikverkäufe (Land/Region, Auszeichnung, Verkäufe) | Verkäufe |
| ---------------------------- | ---------------------------------------------------------------------- | -------- |
| Australien (ARIA)            | Gold                                                                   | 35.000   |
| Kanada (MC)                  | Platin                                                                 | 80.000   |
| Neuseeland (RMNZ)            | Gold                                                                   | 7.500    |
| Portugal (AFP)               | 2× Platin                                                              | 30.000   |
| Vereinigtes Königreich (BPI) | Silber                                                                 | 60.000   |
| Insgesamt                    | 1× Silber · 2× Gold · 3× Platin ·                                      | 212.500  |

## Auszeichnungen nach Singles

### Bubble Toes
| Land/Region | Auszeichnungen für Musikverkäufe (Land/Region, Auszeichnung, Verkäufe) | Verkäufe |
| ----------- | ---------------------------------------------------------------------- | -------- |
| Kanada (MC) | Gold                                                                   | 40.000   |
| Insgesamt   | 1× Gold ·                                                              | 40.000   |

### Flake
| Land/Region       | Auszeichnungen für Musikverkäufe (Land/Region, Auszeichnung, Verkäufe) | Verkäufe |
| ----------------- | ---------------------------------------------------------------------- | -------- |
| Australien (ARIA) | Gold                                                                   | 35.000   |
| Kanada (MC)       | Gold                                                                   | 40.000   |
| Neuseeland (RMNZ) | Platin                                                                 | 30.000   |
| Insgesamt         | 2× Gold · 1× Platin ·                                                  | 105.000  |

### Taylor
| Land/Region       | Auszeichnungen für Musikverkäufe (Land/Region, Auszeichnung, Verkäufe) | Verkäufe |
| ----------------- | ---------------------------------------------------------------------- | -------- |
| Australien (ARIA) | 2× Platin                                                              | 140.000  |
| Insgesamt         | 2× Platin ·                                                            | 140.000  |

### Sitting, Waiting, Wishing
| Land/Region                  | Auszeichnungen für Musikverkäufe (Land/Region, Auszeichnung, Verkäufe) | Verkäufe  |
| ---------------------------- | ---------------------------------------------------------------------- | --------- |
| Australien (ARIA)            | 2× Platin                                                              | 140.000   |
| Brasilien (PMB)              | Platin                                                                 | 60.000    |
| Kanada (MC)                  | 2× Platin                                                              | 160.000   |
| Neuseeland (RMNZ)            | 2× Platin                                                              | 60.000    |
| Vereinigte Staaten (RIAA)    | Gold                                                                   | 500.000   |
| Vereinigtes Königreich (BPI) | Silber                                                                 | 200.000   |
| Insgesamt                    | 1× Silber · 1× Gold · 7× Platin ·                                      | 1.120.000 |

### Good People
| Land/Region                  | Auszeichnungen für Musikverkäufe (Land/Region, Auszeichnung, Verkäufe) | Verkäufe |
| ---------------------------- | ---------------------------------------------------------------------- | -------- |
| Australien (ARIA)            | Platin                                                                 | 70.000   |
| Kanada (MC)                  | Platin                                                                 | 80.000   |
| Neuseeland (RMNZ)            | Platin                                                                 | 30.000   |
| Vereinigte Staaten (RIAA)    | Gold                                                                   | 500.000  |
| Vereinigtes Königreich (BPI) | Silber                                                                 | 200.000  |
| Insgesamt                    | 1× Silber · 1× Gold · 3× Platin ·                                      | 880.000  |

### Breakdown
| Land/Region       | Auszeichnungen für Musikverkäufe (Land/Region, Auszeichnung, Verkäufe) | Verkäufe |
| ----------------- | ---------------------------------------------------------------------- | -------- |
| Australien (ARIA) | Platin                                                                 | 70.000   |
| Kanada (MC)       | Gold                                                                   | 40.000   |
| Insgesamt         | 1× Gold · 1× Platin ·                                                  | 110.000  |

### Better Together
| Land/Region                  | Auszeichnungen für Musikverkäufe (Land/Region, Auszeichnung, Verkäufe) | Verkäufe  |
| ---------------------------- | ---------------------------------------------------------------------- | --------- |
| Australien (ARIA)            | 6× Platin                                                              | 420.000   |
| Brasilien (PMB)              | Platin                                                                 | 60.000    |
| Dänemark (IFPI)              | Platin                                                                 | 90.000    |
| Deutschland (BVMI)           | Gold                                                                   | 150.000   |
| Italien (FIMI)               | Gold                                                                   | 35.000    |
| Kanada (MC)                  | 4× Platin                                                              | 320.000   |
| Neuseeland (RMNZ)            | 5× Platin                                                              | 150.000   |
| Spanien (Promusicae)         | Platin                                                                 | 60.000    |
| Vereinigte Staaten (RIAA)    | Gold                                                                   | 500.000   |
| Vereinigtes Königreich (BPI) | 2× Platin                                                              | 1.200.000 |
| Insgesamt                    | 3× Gold · 20× Platin ·                                                 | 2.985.000 |

### Upside Down
| Land/Region                  | Auszeichnungen für Musikverkäufe (Land/Region, Auszeichnung, Verkäufe) | Verkäufe  |
| ---------------------------- | ---------------------------------------------------------------------- | --------- |
| Australien (ARIA)            | 2× Platin                                                              | 140.000   |
| Brasilien (PMB)              | 2× Platin                                                              | 120.000   |
| Dänemark (IFPI)              | Platin                                                                 | 90.000    |
| Deutschland (BVMI)           | Gold                                                                   | 150.000   |
| Italien (FIMI)               | Gold                                                                   | 25.000    |
| Kanada (MC)                  | 2× Platin                                                              | 160.000   |
| Neuseeland (RMNZ)            | 3× Platin                                                              | 90.000    |
| Vereinigte Staaten (RIAA)    | Platin                                                                 | 1.000.000 |
| Vereinigtes Königreich (BPI) | Gold                                                                   | 400.000   |
| Insgesamt                    | 3× Gold · 11× Platin ·                                                 | 2.175.000 |

### If I Had Eyes
| Land/Region       | Auszeichnungen für Musikverkäufe (Land/Region, Auszeichnung, Verkäufe) | Verkäufe |
| ----------------- | ---------------------------------------------------------------------- | -------- |
| Australien (ARIA) | Gold                                                                   | 35.000   |
| Brasilien (PMB)   | Gold                                                                   | 30.000   |
| Kanada (MC)       | Gold                                                                   | 40.000   |
| Insgesamt         | 3× Gold ·                                                              | 105.000  |

### You and Your Heart
| Land/Region     | Auszeichnungen für Musikverkäufe (Land/Region, Auszeichnung, Verkäufe) | Verkäufe |
| --------------- | ---------------------------------------------------------------------- | -------- |
| Brasilien (PMB) | Gold                                                                   | 30.000   |
| Kanada (MC)     | Gold                                                                   | 40.000   |
| Insgesamt       | 2× Gold ·                                                              | 70.000   |

### I Got You
| Land/Region       | Auszeichnungen für Musikverkäufe (Land/Region, Auszeichnung, Verkäufe) | Verkäufe |
| ----------------- | ---------------------------------------------------------------------- | -------- |
| Australien (ARIA) | Platin                                                                 | 70.000   |
| Brasilien (PMB)   | Platin                                                                 | 60.000   |
| Kanada (MC)       | Platin                                                                 | 80.000   |
| Insgesamt         | 3× Platin ·                                                            | 210.000  |

### My Mind Is For Sale
| Land/Region     | Auszeichnungen für Musikverkäufe (Land/Region, Auszeichnung, Verkäufe) | Verkäufe |
| --------------- | ---------------------------------------------------------------------- | -------- |
| Brasilien (PMB) | Gold                                                                   | 20.000   |
| Insgesamt       | 1× Gold ·                                                              | 20.000   |

### Don’t Let Me Down
| Land/Region     | Auszeichnungen für Musikverkäufe (Land/Region, Auszeichnung, Verkäufe) | Verkäufe |
| --------------- | ---------------------------------------------------------------------- | -------- |
| Brasilien (PMB) | Platin                                                                 | 40.000   |
| Insgesamt       | 1× Platin ·                                                            | 40.000   |

## Auszeichnungen nach Liedern

### Angel
| Land/Region       | Auszeichnungen für Musikverkäufe (Land/Region, Auszeichnung, Verkäufe) | Verkäufe |
| ----------------- | ---------------------------------------------------------------------- | -------- |
| Australien (ARIA) | Gold                                                                   | 35.000   |
| Kanada (MC)       | Gold                                                                   | 40.000   |
| Insgesamt         | 2× Gold ·                                                              | 75.000   |

### Banana Pancakes
| Land/Region                  | Auszeichnungen für Musikverkäufe (Land/Region, Auszeichnung, Verkäufe) | Verkäufe  |
| ---------------------------- | ---------------------------------------------------------------------- | --------- |
| Australien (ARIA)            | 3× Platin                                                              | 210.000   |
| Dänemark (IFPI)              | Platin                                                                 | 90.000    |
| Kanada (MC)                  | 2× Platin                                                              | 160.000   |
| Neuseeland (RMNZ)            | 3× Platin                                                              | 90.000    |
| Spanien (Promusicae)         | Gold                                                                   | 30.000    |
| Vereinigte Staaten (RIAA)    | Platin                                                                 | 1.000.000 |
| Vereinigtes Königreich (BPI) | Platin                                                                 | 600.000   |
| Insgesamt                    | 1× Gold · 11× Platin ·                                                 | 2.180.000 |

### Constellations
| Land/Region       | Auszeichnungen für Musikverkäufe (Land/Region, Auszeichnung, Verkäufe) | Verkäufe |
| ----------------- | ---------------------------------------------------------------------- | -------- |
| Australien (ARIA) | Gold                                                                   | 35.000   |
| Insgesamt         | 1× Gold ·                                                              | 35.000   |

### Do You Remember
| Land/Region       | Auszeichnungen für Musikverkäufe (Land/Region, Auszeichnung, Verkäufe) | Verkäufe |
| ----------------- | ---------------------------------------------------------------------- | -------- |
| Australien (ARIA) | Gold                                                                   | 35.000   |
| Insgesamt         | 1× Gold ·                                                              | 35.000   |

### Never Know
| Land/Region       | Auszeichnungen für Musikverkäufe (Land/Region, Auszeichnung, Verkäufe) | Verkäufe |
| ----------------- | ---------------------------------------------------------------------- | -------- |
| Australien (ARIA) | Gold                                                                   | 35.000   |
| Kanada (MC)       | Gold                                                                   | 40.000   |
| Insgesamt         | 2× Gold ·                                                              | 75.000   |

### The News
| Land/Region               | Auszeichnungen für Musikverkäufe (Land/Region, Auszeichnung, Verkäufe) | Verkäufe |
| ------------------------- | ---------------------------------------------------------------------- | -------- |
| Vereinigte Staaten (RIAA) | Gold                                                                   | 500.000  |
| Insgesamt                 | 1× Gold ·                                                              | 500.000  |

### Times Like These
| Land/Region       | Auszeichnungen für Musikverkäufe (Land/Region, Auszeichnung, Verkäufe) | Verkäufe |
| ----------------- | ---------------------------------------------------------------------- | -------- |
| Australien (ARIA) | Gold                                                                   | 35.000   |
| Insgesamt         | 1× Gold ·                                                              | 35.000   |

### My Little Girl
| Land/Region     | Auszeichnungen für Musikverkäufe (Land/Region, Auszeichnung, Verkäufe) | Verkäufe |
| --------------- | ---------------------------------------------------------------------- | -------- |
| Brasilien (PMB) | Gold                                                                   | 30.000   |
| Insgesamt       | 1× Gold ·                                                              | 30.000   |

### Washing Dishes
| Land/Region     | Auszeichnungen für Musikverkäufe (Land/Region, Auszeichnung, Verkäufe) | Verkäufe |
| --------------- | ---------------------------------------------------------------------- | -------- |
| Brasilien (PMB) | Gold                                                                   | 30.000   |
| Insgesamt       | 1× Gold ·                                                              | 30.000   |

### Sunsets for Somebody Else
| Land/Region       | Auszeichnungen für Musikverkäufe (Land/Region, Auszeichnung, Verkäufe) | Verkäufe |
| ----------------- | ---------------------------------------------------------------------- | -------- |
| Australien (ARIA) | Gold                                                                   | 35.000   |
| Brasilien (PMB)   | Gold                                                                   | 20.000   |
| Kanada (MC)       | Gold                                                                   | 40.000   |
| Insgesamt         | 3× Gold ·                                                              | 95.000   |

## Auszeichnungen nach Videoalben

### A Weekend at the Greek
| Land/Region               | Auszeichnungen für Musikverkäufe (Land/Region, Auszeichnung, Verkäufe) | Verkäufe |
| ------------------------- | ---------------------------------------------------------------------- | -------- |
| Australien (ARIA)         | Gold                                                                   | 7.500    |
| Brasilien (PMB)           | Platin                                                                 | 30.000   |
| Vereinigte Staaten (RIAA) | Platin                                                                 | 100.000  |
| Insgesamt                 | 1× Gold · 2× Platin ·                                                  | 137.500  |

### En Concert
| Land/Region     | Auszeichnungen für Musikverkäufe (Land/Region, Auszeichnung, Verkäufe) | Verkäufe |
| --------------- | ---------------------------------------------------------------------- | -------- |
| Brasilien (PMB) | Gold                                                                   | 15.000   |
| Insgesamt       | 1× Gold ·                                                              | 15.000   |

## Statistik und Quellen
| Land/RegionAuszeichnungen für Musikverkäufe (Land/Region, Auszeichnungen, Verkäufe, Quellen) | Silber     | Gold       | Platin         | Verkäufe    | Quellen                           |
| -------------------------------------------------------------------------------------------- | ---------- | ---------- | -------------- | ----------- | --------------------------------- |
| Argentinien (CAPIF)                                                                          | —          | —          | Platin1        | 40.000      | capif.org.ar                      |
| Australien (ARIA)                                                                            | —          | 9× Gold9   | 36× Platin36   | 2.807.500   | aria.com.au                       |
| Belgien (BRMA)                                                                               | —          | Gold1      | —              | 25.000      | ultratop.be                       |
| Brasilien (PMB)                                                                              | —          | 9× Gold9   | 8× Platin8     | 705.000     | pro-musicabr.org.br               |
| Dänemark (IFPI)                                                                              | —          | 2× Gold2   | 8× Platin8     | 400.000     | ifpi.dk                           |
| Deutschland (BVMI)                                                                           | —          | 5× Gold5   | 3× Platin3     | 1.200.000   | musikindustrie.de                 |
| Europa (IFPI)                                                                                | —          | —          | 2× Platin2     | (2.000.000) | ifpi.org                          |
| Frankreich (SNEP)                                                                            | —          | Gold1      | —              | 75.000      | snepmusique.com                   |
| Irland (IRMA)                                                                                | —          | Gold1      | 2× Platin2     | 37.500      | irishcharts.ie                    |
| Italien (FIMI)                                                                               | —          | 2× Gold2   | —              | 60.000      | fimi.it                           |
| Japan (RIAJ)                                                                                 | —          | 3× Gold3   | —              | 300.000     | riaj.or.jp                        |
| Kanada (MC)                                                                                  | —          | 8× Gold8   | 26× Platin26   | 2.640.000   | musiccanada.com                   |
| Neuseeland (RMNZ)                                                                            | —          | 2× Gold2   | 32× Platin32   | 720.000     | aotearoamusiccharts.co.nz NZ2 NZ3 |
| Niederlande (NVPI)                                                                           | —          | Gold1      | —              | 35.000      | nvpi.nl                           |
| Österreich (IFPI)                                                                            | —          | 2× Gold2   | —              | 25.000      | ifpi.at                           |
| Portugal (AFP)                                                                               | —          | Gold1      | 2× Platin2     | 40.000      | Einzelnachweise                   |
| Schweiz (IFPI)                                                                               | —          | 3× Gold3   | Platin1        | 80.000      | hitparade.ch                      |
| Spanien (Promusicae)                                                                         | —          | Gold1      | Platin1        | 90.000      | elportaldemusica.es               |
| Vereinigte Staaten (RIAA)                                                                    | —          | 5× Gold5   | 9× Platin9     | 10.600.000  | riaa.com                          |
| Vereinigtes Königreich (BPI)                                                                 | 3× Silber3 | 4× Gold4   | 10× Platin10   | 5.060.000   | bpi.co.uk                         |
| Insgesamt                                                                                    | 3× Silber3 | 60× Gold60 | 141× Platin141 |             |                                   |